# Адам Болдвін
А́дам Бо́лдвін (англ. Adam Baldwin, нар. 27 лютого, 1962) — американський актор, найбільш відомий за свою роль у фільмі Стенлі Кубрика «Суцільнометалева оболонка», за роль Рікі Ліндермана у «Мій Тілоохоронець», Кнола Рорера у «Цілком таємно» та Маркуса Хемільтона у культовому телесеріалі Джосса Відона «Ангел». Він також створив культ як Джейн Кобб у серіалі «Світляк» та фільмі-сіквелі до нього «Місія Сереніті», а також як Чад Шелтен у «Світанку». Його останні проекти — полковник Джон Кейсі у телесеріалі «Чак», і старший помічник капітана корабля Натан Джеймс в телесеріалі «Останній корабель».

## Персональне життя
Болдвін народився у Віннетці, Іллінойс та навчався у середній школі Ню Траєр Іст у Віннетка. У нього є троє дітей від його дружини, Емі. Він був зареєстрованим виборцем з демократичною партією від 1980 року, але зізнався у тому, що обдумував свої переконання після того, як прочитав книжку Девіда Хоровітца Радикальний Син. Сам він себе охарактеризовує політично як «малий державний консервативний ліберал» і часто дописує до Huffington Post. and Big Hollywood.
Як хобі, Болдвін часто постить різні лінки на своєму Твітері із різними поглядами на ті чи інші ситуації. Нещодавно він почав підтримувати Ride 2 Recovery, велосипедну організацію, яка спрямовує свої кошти на те, щоб допомогти пораненим ветеранам. Нещодавно він взяв участь у «Don't Mess With Texas Challenge», велосипедному заїзді.
Адам Болдвін є далеким родичем братів-акторів  Болдвін (Алек, Вільям, Денієл, Стівен).

## Фільмографія
| Рік  | Фільм                                                         | Роль                        | Нотатки              |
| ---- | ------------------------------------------------------------- | --------------------------- | -------------------- |
| 1980 | Мій охоронець (My Bodyguard)                                  | Ліндерман                   |                      |
| 1980 | Звичайні люди                                                 | Стіллман                    |                      |
| 1983 | Вашингтонське таксі (D.C. Cab)                                | Альберт Гокенберрі          |                      |
| 1984 | Нерозсудливий (Reckless)                                      | Ренді Даніелс               |                      |
| 1986 | 3:15                                                          | Джеф Ханна                  |                      |
| 1986 | Погані хлопці                                                 | Скіп Джексон                |                      |
| 1987 | Суцільнометалева оболонка                                     | Енімал Мазер                |                      |
| 1987 | Повстання Гедлі (Hadley's Rebellion)                          | Бобо МакКензі               |                      |
| 1988 | Коен і Тейт (Cohen and Tate)                                  | Тейт                        |                      |
| 1988 | Шоколадна війна (The Chocolate War)                           | Картер                      |                      |
| 1989 | Найближчий родич (Next of Kin)                                | Джої Росселіні              |                      |
| 1990 | Хижак 2                                                       | агент Адам Гарбер           |                      |
| 1991 | Винен через підозру (Guilty by Suspicion)                     | Агент ФБР № 1               |                      |
| 1992 | Куди тебе поведе день (Where the Day Takes You)               | Офіцер Блек                 |                      |
| 1992 | Прагнучий вгору (Radio Flyer)                                 | Король                      |                      |
| 1993 | Вісімсот льє вниз по Амазонці                                 | Коя                         |                      |
| 1993 | Зрадницький                                                   | Томмі Врайт                 |                      |
| 1993 | Гірка жнива (Bitter Harvest)                                  | Боббі                       |                      |
| 1994 | Холодний піт (Cold Sweat)                                     | Міч                         |                      |
| 1994 | Ваєтт Ерп                                                     | Том МакЛорі                 |                      |
| 1995 | Цифрова людина                                                | Капітан Вест                |                      |
| 1995 | Як зробити американський кілт (How to Make an American Quilt) | Батько Фіна                 |                      |
| 1996 | День незалежності                                             | Майор Мітчел                |                      |
| 1996 | Любовний вузол                                                | Джон Рід                    |                      |
| 1997 | Старквест II                                                  | Лі                          |                      |
| 2000 | Патріот                                                       | Capt. Wilkins               |                      |
| 2000 | Правильна Спокуса                                             | Captain Wagner              |                      |
| 2001 | Погоня за щастям                                              | Чад Гармон                  |                      |
| 2001 | Над та Поза                                                   | Пітер Клеркін               |                      |
| 2001 | Джекпот                                                       | Мел Джеймс                  |                      |
| 2001 | Прощавай, кохана                                              | Джіммі                      |                      |
| 2001 | Подвійний вибух                                               | Вінні Крейлс                |                      |
| 2002 | Ключник                                                       | Ключник                     |                      |
| 2003 | Зрада                                                         | Детектив Марк Вінстон       |                      |
| 2004 | Фридайвер                                                     | доктор Віадес               |                      |
| 2004 | Злі очі                                                       | Джеф Стенн                  |                      |
| 2005 | Сереніті                                                      | Джейн Кобб                  |                      |
| 2006 | Спрага                                                        | Ленні                       |                      |
| 2008 | Госпел Хілл                                                   | Карл Геррод                 |                      |
| 2008 | Школа виживання                                               | Незадоволений тілоохоронець |                      |
| 2009 | Закляті друзі                                                 | Томмі                       |                      |
| 2010 | Browncoats: Помста                                            | Телефонний оператор         | Не вказаний у титрах |
| 2011 | Призначення (The Assignment)                                  | Містер Клементс             |                      |
| 2011 | InSight                                                       | д-р Грем Баррет             |                      |
| 2012 | Війна світів: Голіаф (War of the Worlds: Goliath)             | Вілсон                      | анімаційний фільм    |
| 2019 | Біллі Кід                                                     | Боб Олінгер                 |                      |
| 2019 | Легенда про 5-мільну печеру (The Legend Of 5 Mile Cave)       | Сем Барнс                   |                      |
| 2021 | Американський невдаха (American Underdog)                     | тренер Аллен                |                      |
|      | Love, Courage and the Battle of Bushy Run                     | генерал Джефрі Емгерст      | постпродакшн         |

| Year      | Title                                 | Role                                             | Notes                                              |
| --------- | ------------------------------------- | ------------------------------------------------ | -------------------------------------------------- |
| 1984      | Свині проти виродків                  | Мікі Саут                                        | Телефільм                                          |
| 1985      | Особливий подарунок                   | Отто Фромер                                      | Серія: «Out of Time»                               |
| 1985      | Отруйний плющ                         | Іке Діммік                                       | Телефільм                                          |
| 1986      | Вітаємо з поверненням додому. Боббі   | Клірі                                            | Телефільм                                          |
| 1991      | Вбивство на височині                  |                                                  | Телефільм                                          |
| 1992      | Жорстокий сумнів                      | Детектив Джон Тейлор                             | Телефільм                                          |
| 1992      | Deadbolt                              | Алек Денц                                        | Телефільм                                          |
| 1993      | Останній постріл                      | Марк Тулліс Джуніор                              |                                                    |
| 1994      | Сліпе правосуддя                      | Сержант Гастінгс                                 | Телефільм                                          |
| 1995      | Ангели, що впали                      | Ральф                                            | Серія: «Good Housekeeping»                         |
| 1995      | VR.5                                  | Скотт Купер                                      | Серія: «Pilot»                                     |
| 1995      | Компроміс                             | Томас Хюгс                                       | Телефільм                                          |
| 1995      | Костоправ                             | Брут Міллер                                      | Телефільм                                          |
| 1995      | Shadow-Ops                            | Долт                                             | Телефільм                                          |
| 1996      | Дим перемички                         | Дон Мекі                                         | Телефільм                                          |
| 1996-1997 | Плащ                                  | Джек Райлс                                       | 17 серій                                           |
| 1997      | Відвідувач                            | Майкл О'Раян                                     | 4 серії                                            |
| 1998      | Від Землі до Місяця                   | Фред Гайз                                        | Серія: «For Miles and Miles»                       |
| 1998      | Гаргантюа                             | Джек Елвуей                                      | Телефільм                                          |
| 1998      | Нескромний                            | Джеремі Батлер                                   | Телефільм                                          |
| 1998      | Зовнішні Ліміти                       | Майор Джейм Боуевен                              | Серія: «Phobos Rising»                             |
| 2000      | Доктор Джекіл та Містер Хайд          | Доктор Джекіл, Містер Хайд                       | Телефільм                                          |
| 2000      | Статичний шок                         | Йорк(голос)                                      | Серія: «Aftershock»                                |
| 2000-2005 | Пригоди Джекі Чана                    | Капітан Блек / Фінн / інші (голос)               | 48 episodes                                        |
| 2001      | Статичний шок                         | Йорк(голос)                                      | Серія: «Junior»                                    |
| 2001      | Проект Зета                           | Свен(голос)                                      | Серія: «Crime Waves»                               |
| 2001      | Люди в чорному: Серіал                | Агент X                                          | Серія: «The Circus Parade Syndrome»                |
| 2001-2002 | Цілком таємно                         | Ноул Рорер                                       | 5 серій                                            |
| 2002      | Гіпер Сонік                           | Крістофер Банон                                  | відео                                              |
| 2002-2003 | Світлячок                             | Джейн Кобб                                       | 14 серій                                           |
| 2003      | Контроль над розумом; Фактор контролю | Ленс Бішоп                                       | Телефільм                                          |
| 2003      | CSI: Miami                            | Де Сото                                          | Серія: «Dead Woman Walking»                        |
| 2003      | Гасі                                  | Джон Шасі Сінйор                                 | відео                                              |
| 2003      | Творці монстрів                       | Джей Форест                                      | Телефільм                                          |
| 2004      | JAG                                   | Майкл Рейнер                                     | Серія: «Good Intentions»                           |
| 2004      | Зоряна брама: SG-1                    | Дейв Діксон                                      | Серія: «Heroes: Part 1» Серія: «Heroes: Part 2»    |
| 2004      | NCIS                                  | Майкл Рейнер                                     | Серія: «A Weak Link»                               |
| 2004      | Енджел                                | Маркус Хамільтон                                 | 5 серій                                            |
| 2005      | Вечірка Молі та Роні                  | Директор школи                                   | Відео                                              |
| 2005      | Ліга Справедливості                   | Зелений Ліхтар / інші(голос)                     | 3 серії                                            |
| 2005      | Середина                              | Спеціальний агент Денні Лав                      | 13 серій                                           |
| 2005      | пригои Посейдона                      | Майк Рого                                        | Телефільм                                          |
| 2006      | Теорія брехні                         |                                                  | TV series                                          |
| 2006      | Кістки                                | Спеціальний Агент Джеймі Кентон                  | Серія: «Two Bodies in the Lab»                     |
| 2006      | Завойовник Зім                        | Різні(голос)                                     | Серія: «The Frycook What Came from All That Space» |
| 2006-2007 | Світанок                              | Чад Шелтон                                       | 13 серій                                           |
| 2007      | Піски забуття                         | Джессі Картер                                    | Телефільм                                          |
| 2007      | Супермен/Останній день                | Супермен / Кларк Кент / Поганий Супермен (голос) | Відео                                              |
| 2008      | Buy More                              | Джон Кейсі                                       | 4 серії                                            |
| 2008      | CSI: NY                               | Брет Бунбар                                      | Серія: «Hostage»                                   |
| 2008      | Chuck Versus the Webisodes            | Джон Кейсі                                       | 5 серій                                            |
| 2011      | Кохання кусає (Love Bites)            |                                                  | Серія: «Modern Plagues»                            |
| 2007-2012 | Чак                                   | Джон Кейсі (основна роль)                        | 91 серія                                           |
| 2011-2012 | Трансформери: Прайм                   | Брейкдаун                                        | 10 епізодів, анімаційний серіал                    |
| 2012      | Молода Ліга справедливості            | Реймонд Дженсен                                  | 1 епізод, анімаційний серіал                       |
| 2012      | Противага                             | полковник Майкл Венс                             | 2 епізоди                                          |
| 2012      | Закон і порядок: Спеціальний корпус   | капітан Стівен Герріс                            | 3 епізоди                                          |
| 2013-2014 | Бережися Бетмена (Beware the Batman)  | Метаморфо / Рекс Мейсон                          | 3 епізоди                                          |
| 2012-2015 | Касл                                  | детектив Ітан Слотер                             | 2 епізоди                                          |
| 2014-2018 | Останній корабель                     | Майк Слеттері                                    | 4 сезони (56 епізодів)                             |
| 2023      | 9-1-1: Самотня зірка                  | детектив Макгрегор                               | 1 епізод                                           |

## Відеоігри
| Рік  | Назва                                 | Роль                                     | Нотатки |
| ---- | ------------------------------------- | ---------------------------------------- | ------- |
| 2003 | Kill.switch                           | Стрілець                                 |         |
| 2007 | Halo 3                                | Морська піхота                           |         |
| 2007 | Half-Life 2: Episode Two              | Мешканці                                 |         |
| 2009 | Halo 3: ODST                          | Данець                                   |         |
| 2010 | Mass Effect 2                         | Кол Рігар                                |         |
| 2011 | DC Universe Online                    | Супермен                                 |         |
| 2012 | Mass Effect 3                         | Кол Рігар                                |         |
| 2012 | Transformers Universe                 | Брейкдаун                                |         |
| 2012 | Resident Evil: Operation Raccoon City | Спектр                                   |         |
| 2012 | DC Universe Online: The Last Laugh    | Супермен                                 |         |
| 2013 | Injustice: Gods Among Us              | Зелений Ліхтар / Екзокостюм Лекса Лютера |         |
| 2013 | Batman: Arkham Origins - Blackgate    | капітан Рік Флег                         |         |
| 2015 | Code Name: S.T.E.A.M.                 | Генрі Флемінг                            |         |
| 2015 | Infinite Crisis                       | Зелений Ліхтар                           |         |
| 2018 | Star Control: Origins                 | Drenkend Mercenary                       |         |